# Roque Bluffs
La ville américaine de Roque Bluffs est située dans le comté de Washington, dans l’État du Maine. Lors du recensement de 2010, sa population s’élevait à 303 habitants.

## Source
- (en) Cet article est partiellement ou en totalité issu de l’article de Wikipédia en anglais intitulé « Roque Bluffs, Maine » (voir la liste des auteurs).